# Prélude en tapisserie
Prélude en tapisserie est une œuvre pour piano d'Erik Satie composée en 1906. 

## Présentation
En 1905, Satie s'inscrit à 39 ans à la Schola Cantorum afin de parfaire sa technique de composition, particulièrement en matière de contrepoint et fugue. C'est durant sa deuxième année d'étude à la Schola qu'il compose, en octobre 1906, le Prélude en tapisserie pour piano.
La partition est publiée de façon posthume par Rouart-Lerolle en 1929.  

## Analyse
Selon Anne Rey, le Prélude en tapisserie marque un « premier essai en vue d'organiser une œuvre assez étendue par motifs disjoints (brèves structures fermées par des cadences et assemblées sans transition, dans des tonalités éloignées) », ce en quoi il préfigure la musique d'ameublement des années 1920.
Pour Guy Sacre, la pièce va loin dans le « procédé de l'inclusion : des motifs de nature diverse et contradictoire, opposés aussi bien par les nuances que par le rythme, le registre, la couleur, le sentiment [...], se coupent les uns les autres, sans aucun égard ». Et considérant ces divers motifs, il constate qu'ils « composent réellement une « tapisserie », c'est-à-dire qu'ils finissent par s'équilibrer au sein d'un morceau relativement étendu ».
Pour quatre-vingts mesures de musique, Vincent Lajoinie compte en effet dix motifs différents, ce qui rend la pièce singulière, de sorte que « l'on pourrait volontiers croire destinée à illustrer, par une construction à contre-courant de toutes les normes admises, quelque profession de foi résolument opposée au « discours » musical, dans l'acception la plus stricte de ce terme ».
L’œuvre est d'une durée moyenne d'exécution de trois minutes environ.

## Discographie sélective
- Satie: Complete Piano Music, Jeroen van Veen (piano), Brilliant Classics 95350, 2016.
- Tout Satie ! Erik Satie Complete Edition[7], CD 5, Aldo Ciccolini (piano), Erato 0825646047963, 2015.